# Sant Romà de les Bons
Sant Romà de les Bons és un temple situat sobre una roca que domina el conjunt històric de les Bons, al Principat d'Andorra.
Va ser construïda a mitjans del segle XII, immediatament abans de consagrar-se el 23 gener de 1164.

## L'església romànica
Es tracta d’una església de petites dimensions que presenta la tipologia típica de les esglésies romàniques d’Andorra, és a dir, una única nau rectangular coronada per un absis semicircular.
Aquest temple es va edificar a mitjan segle XII directament sobre la penya, fet que va suposar ajustrar la construcció a un terreny escarpat i difícil. Aquesta adaptació a la penya la veiem sobretot amb l’orientació de l’església, atès que l’absis no s’orienta cap a l’est, sinó que ho fa lleugerament cap al nord.
En referència als materials de construcció, Sant Romà de les Bons fou bastida amb pedres de la mateixa zona (granit i pissarra sobretot) lleugerament martellejades i unides amb argamassa.
A la part de l’absis semicircular hi ha dos obertures de doble esqueixada coronades amb arcs de mig punt, juntament amb un conjunt de bandes llombardes i arcuacions cegues elaborades amb pedra tosca, un material més tou. A la porta d’entrada es pot veure també un fris de dents de serra.
També es pot observar a la part superior de l’edifici un campanar d’espadanya doble que ocupa tota l’amplada de la paret de ponent. Pel que fa a la coberta, hi ha un teulat a dos vessants recobert de llosa.
Un cop a l’interior de l’edifici sobta veure que encara avui dia la circulació es fa directament sobre la penya. A part de ser un paviment molt irregular, està molt desnivellat i fa una pujada clara des de la porta fins a l’absis. Es creu que aquest desnivell es feu premeditadament, com un element simbòlic més, i serviria per marcar una jerarquia entre el mossèn i la resta del poble.
La nau està coberta amb una volta de canó que descarrega sobre dos arcs torals, que al seu torn reposen sobre dos pilars adossats als murs i dos columnes. Diversos objectes litúrgics procedents d'aquesta església s'exposen a l'Espai Columba.

### Els canvis del segles XVI-XVII
Uns segles més tard, es van construir dos elements nous: un porxo  i una porta d’accés. També es va obrir una finestra a cada cantó de l’accés per gaudir de més llum a l’interior.
Antigament l’església tenia un cor a la paret de ponent; encara avui dia es poden veure els forats al mur on s’introduïen les bigues que suportaven aquesta estructura.
No es pot dir amb exactitud quan es va construir aquest cor, però degué ser entre els segles XVI i XVII. Sobta veure aquesta solució per ampliar l’aforament en un edifici de dimensions tan reduïdes. Es desmuntà l’any 1977 coincidint amb una campanya de restauració integral duta a terme pel Departament de Patrimoni Cultural que pretenia recuperar l’aspecte de l’església en el moment de fer-hi les pintures del segle XVI.

## Pintures murals
A l’interior del temple podem apreciar un seguit de restes pictòriques que pertanyen a diverses èpoques.

### Pintura romànica

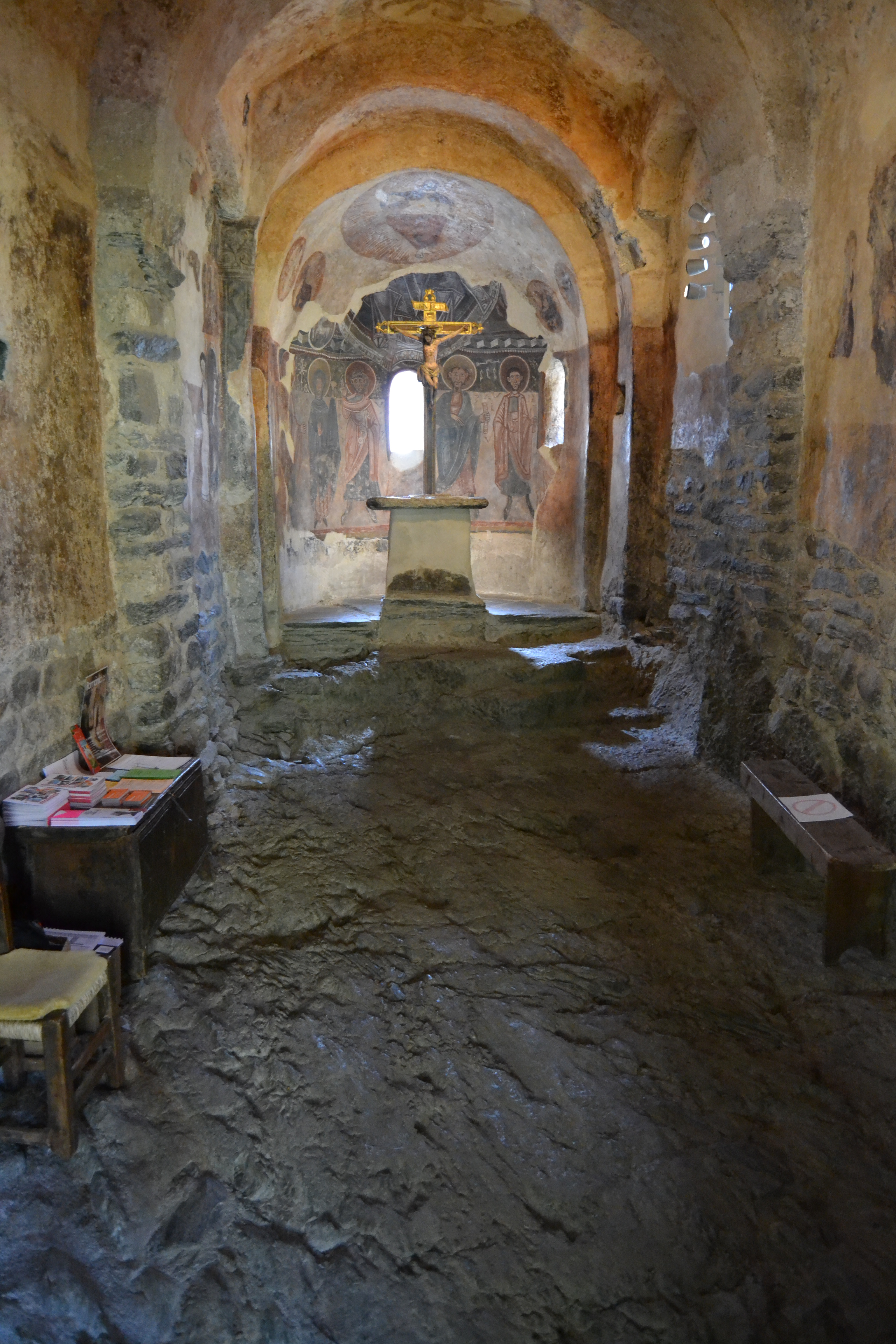
Interior de l'església de Sant Romà de les Bons

El conjunt pictòric romànic que ha arribat fins als nostres dies és molt fragmentari; només es conserva la meitat inferior del maiestas domini inscrit dins d’una màndorla o ametlla mística. Crist està assegut i reposa sobre un arc en cel representat amb formes geomètriques que li fa de setial. Per fer reposar els seus peus l’autor utilitza la mateixa solució. Acompanyant el maiestas domini hi hauria representat el tetramorf configurant la visió apocalíptica de sant Joan, però d’aquesta part avui dia sols en queda la representació d’un medalló amb el brau, símbol de sant Lluc, el mateix recurs que utilitza el Mestre de Santa Coloma per representar el tetramorf a Sant Miquel d’Engolasters.

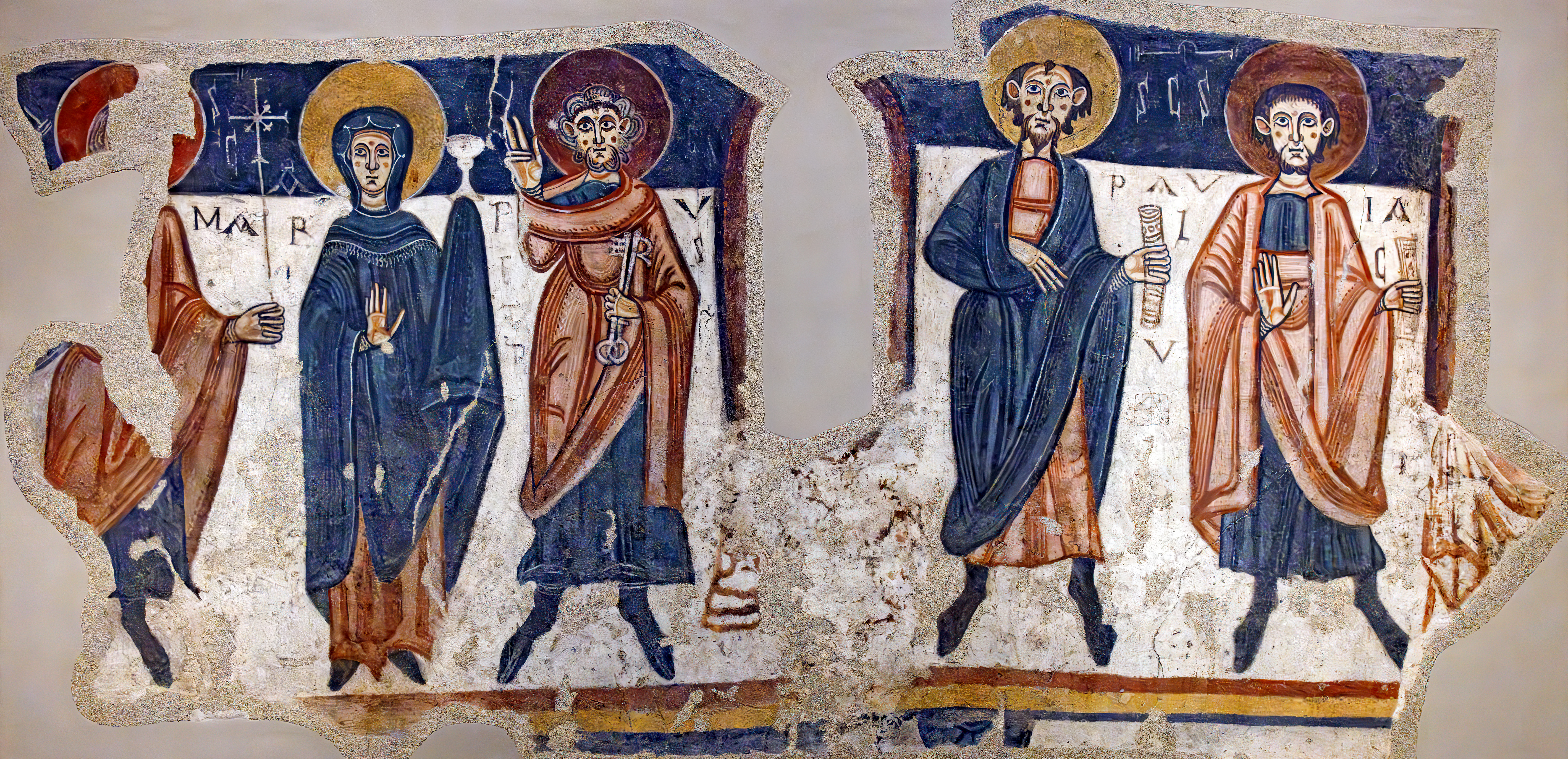
Apòstols de Sant Romà de les Bons, conservats al MNAC

Les escenes de la volta i les del tambor queden separades per una sanefa de dents de serra. Es tracta d’un recurs molt comú en la pintura al fresc romànica d’Andorra per separar escenes que no guarden relació entre elles. Al tambor hi han representat una part del col·legi apostòlic, acompanyat de la verge Maria. Tots ells van acompanyats del seu nom a excepció de la primera figura (d’esquerra a dreta de l’espectador), un sant Andreu molt fragmentat que identifiquem gràcies al seu atribut característic, la creu, ja que va morir crucificat: la verge Maria, mare de Jesús; sant Pere, el primer papa; sant Pau tingué un paper molt destacat com a difusor de la doctrina cristiana, normalment se’l representa acompanyat d’una espasa que tant indica l’instrument del seu martiri com l’estil de les seves epístoles, i Sant Jaume, segons la tradició, és l’evangelitzador d’Espanya.
A l'interior de l'església poden gaudir de les restes de la decoració pictòrica mural original d'època romànica, així com d'una reproducció dels murals d'aquesta època que es trobaven a l'absis i que avui es conserven al Museu Nacional d'Art de Catalunya (MNAC). També són destacables altres pintures murals del segle xvi de tradició gòtica, un retaule gòtic policromat sobre fusta dedicat al sant titular (Sant Romà d'Antioquia), així com diferents peces de mobiliari de fusta.

### El segle XVI
Al segle XVI es va canviar la decoració pictòrica del temple i es van decorar els murs de la nau, l’absis i la volta amb pintures més adients als gustos del moment.

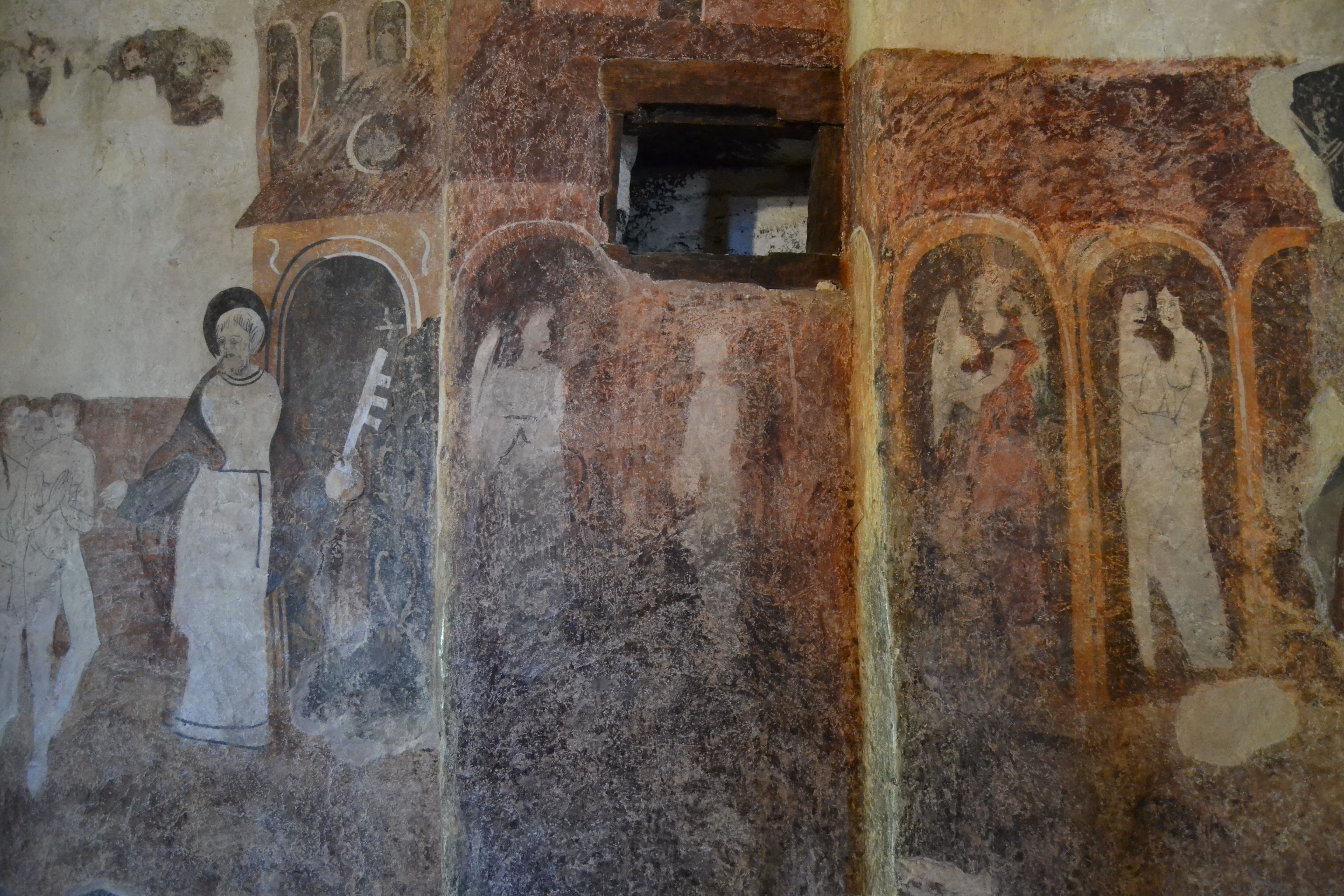
Sant Pere amb les claus del cel

A primer cop d’ull ja s’aprecia que són unes pintures totalment diferents de les romàniques. Els personatges ja no es representen amb aquell frontalisme extrem i s’abandona l’esquematisme a l’hora de representar el cos humà en favor d’una representació més acurada de l’anatomia. Pel que fa a la iconografia, veiem dos parts ben diferenciades.
D’una banda, al mur nord hi ha una representació del cel amb sant Pere custodiant-ne les portes proveït de les seves claus, acompanyat de figures alades.
En contraposició a aquestes imatges celestials, a la paret oposada hi veiem la representació de l’infern, ple de figures demoníaques que estan infligint càstigs a les ànimes pecadores.
Tot i que ha canviat l’estil, les pintures murals segueixen tenint la mateixa funció alliçonadora. Aquí mostren de forma molt gràfica quins són els destins que esperen a les ànimes dels fidels segons el camí que triïn en vida. Així, els bons d’esperit gaudiran del cel i les ànimes pecadores seran condemnades als turments eternament.

## El retaule
Als peus de la nau podem observar un retaule fet a mitjans del segle XVI i dedicat al sant titular de l’església. El seu contorn semicircular delata que fou construït per ocupar la zona de l’absis i la seva instal·lació en aquesta zona contribuí a la preservació de les pintures murals romàniques barrant-ne l’accés.

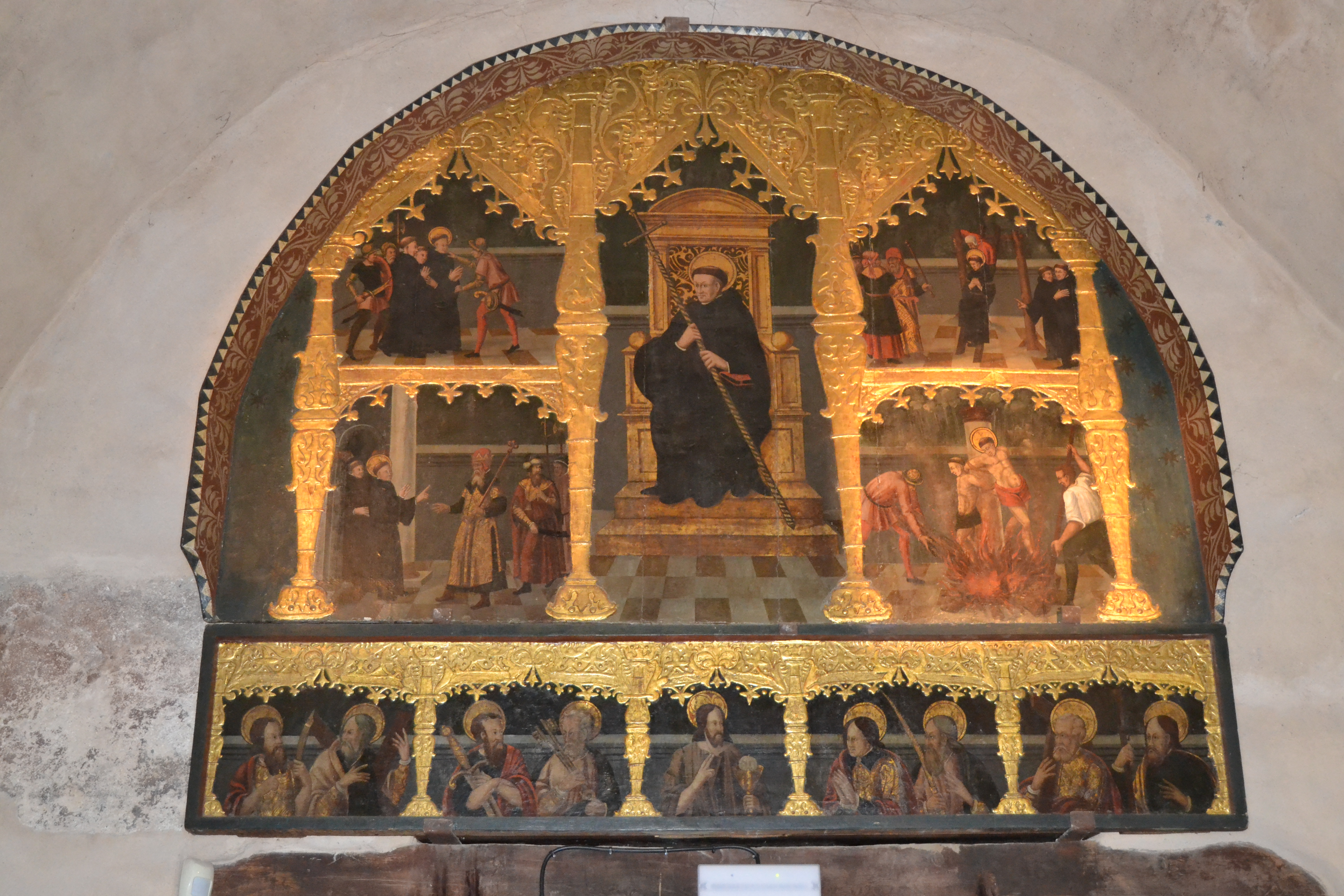
Retaule de Sant Romà de les Bons

El retaule consta de dos cossos desiguals, tres carrers, predel·la i guardapols. La compartimentació dels espais està feta amb relleus d’estuc, recoberts amb pa d’or. Al carrer central hi apareix representat sant Romà d’Auxerre, un monjo del segle VI. No obstant això, les escenes dels carrers laterals ens relaten la vida d’un altre sant Romà, en aquest cas sant Romà d’Antioquia, un sant màrtir del segle IV que patí les persecucions de Galeri Maximià.
Segurament es tracta d’una confusió iconogràfica de l’autor, que no ens ha d’estranyar si tenim en compte que existeixen 28 sants Romà diferents.
A la part esquerra inferior, veiem l’episodi de sant Romà davant el pretor Asclepíades, que havia intentat arrasar l’església siriana on Romà exercia de diaca. El segon cos, just a sobre d’aquesta escena, correspon a la detenció de sant Romà per part dels soldats.
Al carrer dret inferior del primer cos, es veu l’escena del martiri del foc. Per evitar que sant Romà reprimís els cristians d’adorar falsos ídols, van tallar-li la llengua, però un acte miraculós va permetre que seguís parlant com si res. Un nen que va presenciar el miracle, Barulas, va aclamar el poder de Déu. Aquest gest va comportar-li que compartís la foguera amb sant Romà, tal com mostra l’escena del retaule. No obstant això, una pluja miraculosa va apagar les flames.
La darrera escena (dreta superior) correspon a “la mort per estrangulació”. Tal com conta la seva hagiografia, aquest fou l’últim turment del seu martiri.
La predel·la està formada per cinc compartiments (d’esquerra a dreta):
- Sant Bartomeu i sant Andreu conversant entre ells. Sant Bartomeu (el de més a l’esquerra des del punt de vista de l’espectador) dedicà la vida a la difusió del cristianisme per l’Índia, Mesopotàmia i Armènia, on fou escorxat viu i després decapitat. Per això se’l veu portant una espasa a la mà esquerra que sembla recordar una simitarra. Sant Andreu apareix representat com un home d’edat avançada, amb els cabells i la barba blancs, i portant una creu en forma d’aspa, l’instrument amb què el martiritzaren. Segons la llegenda, després de crucificar-lo encara estigué dos dies sencers predicant.
- Sant Pau i sant Pere. Igual que els anteriors, estan dialogant entre ells. El primer està representat portant una espasa, que tant indica l’instrument del seu martiri com l’estil de les seves prèdiques, i el segon, amb les grans claus del cel.
- L’espai central està reservat a un Crist eucarístic.
- Sant Joan amb les mans en posició de pregar. Tot i anar sense atributs, l’identifiquem perquè sempre se’l representa sense barba. I sant Simó amb una serra de forma estilitzada, ja que aquest fou l’instrument del seu martiri.
- Sant Felip. Fou l’evangelitzador de l’actual Turquia i apareix portant una creu llatina al coll, ja que es creu que aquest fou l’instrument del seu martiri. I sant Jaume, evangelitzador de la península Ibèrica i primer bisbe de Santiago de Compostel·la, apareix amb el bastó de pelegrí.

Al voltant del contorn del retaule trobem una peça de fusta que crida l’atenció a l’observador. Es tracta del guardapols, decorat amb motius florals i geomètrics. Aquesta peça té una doble funció; d’una banda, protegir el retaule de la pols, tal com indica el seu nom, i d’altra banda, decorar el conjunt.